# Манфред Майргофер
Ма́нфред Ма́йргофер (нім. Manfred Mayrhofer; 26 вересня 1926, Лінц — 31 жовтня 2011, Відень) — австрійський мовознавець, індоєвропеїст. Спеціалізується на індоіранських мовах. Професор Віденського університету, відомий своїм етимологічним словником санскриту та санскритською граматикою.
Манфред Майргофер вивчав індоєвропеїстику, семітологію та філософію в Граці. З 1963 по 1966 рік був професором в німецькому місті Саарбрюккен (Саарландський університет), з 1966 року і до своєї відставки в 1988 році працював у Відні. Став членом Гайдельберзької академії наук, членом Геттінгенської академії наук.

## Нагороди
- 1986 — Австрійський орден Пошани в галузі Науки і Мистецтва
- 1988 — Премія Вільгельма Гартела
- 2004 — Премія Кардинала Інніцера

## Праці
- Sanskrit-Grammatik (1953), ISBN 0-8173-1285-4. («Граматика санскриту»)
- Die Indo-Arier im alten Vorderasien, mit einer analytischen Bibliographie (1966) («Індоарії в давнину на Близькому Сході (з аналітичною бібліографією)»)
- Die vorderasiatischen Arier. «Asiatische Studien», 23, 1969, s. 139—154. («Близькосхідні арії»)
- Die Arier im vorderen Orient — ein Mythos? Mit einem bibliographischen Supplement. SBAkWien, 294, 3, 1974. («Арії на Близькому Сході — це міф? (З бібліографічними доповненнями)»)
- Sanskrit-Grammatik mit sprachvergleichenden Erläuterungen (1978), ISBN 3-11-007177-0. («Граматика санскриту з мовознавчим коментарем»)
- Ausgewählte kleine Schriften (1979), ISBN 3-88226-038-6.
- Kurzgefaßtes etymologisches Wörterbuch des Altindischen, Bd 1—4. — Heidelberg: C. Winter, 1956—1980 ISBN 0-8288-5722-9 («Короткий етимологічний словник давньоіндійської мови»).
- Etymologisches Wörterbuch des Altindoarischen. Bd. I—III. — Heidelberg: C. Winter, 1986—2001 ISBN 3-533-03826-2. («Етимологічний словник давньоіндоарійскої мови»).